# Kwitajny Małe
Kwitajny Małe (niem. Kl. Quittainen) – osada w Polsce położona w województwie warmińsko-mazurskim, w powiecie elbląskim, w gminie Godkowo.
Do 1945 roku osada folwarczna znajdowała się pomiędzy Kwitajnami Wielkimi (Gr. Quittainen) a Dobrym (Doebern) i składała się z najprawdopodobniej pałacyku, domu dla pracowników i trzech budynków gospodarczych. W czasie żniw 1969 roku osada spłonęła na skutek nieszczęśliwego wypadku i mieszkańcy zostali przeniesieni do okolicznych miejscowości: Piskajmy (Peiskaim), Dobry, Kwitajny Wielkie, Szymbory (Schonborn).
W latach 1973–1995 w gminie Wilczęta.
W latach 1975–1998 miejscowość administracyjnie należała do województwa elbląskiego.
Obecnie w miejscowości nie ma zabudowy.